# Price
Price – miasto w Stanach Zjednoczonych, w stanie Utah, w hrabstwie Carbon. Jest ono stolicą tego hrabstwa i zarazem jego największym miastem.